# 瀧之澤號誌站
瀧之澤號誌站（日语：／ Takinosawa shingōjō */?）位於日本北海道勇拂郡占冠村字下苫鵡（下トマム），是北海道旅客鐵道（JR北海道）石勝線上的號誌站。

## 車站構造
擁有2線的號誌站。號誌站兩端設有防雪廊（snow shelter）以避免轉轍器凍結。

## 車站周邊
附近是完全沒有人煙的廣大森林地帶。
- 鵡川

## 历史
- 1981年（昭和56年）10月1日 - 日本國有鐵道石勝線瀧之澤號誌站設立。
- 1987年（昭和62年）4月1日 - 國鐵分割民營化後，由JR北海道接收管理。

## 相鄰車站
北海道旅客鐵道（JR北海道）
■石勝線
占冠（K21）－（東占冠信號場）－（瀧之澤信號場）－（幌加信號場）－苫鵡（K22）